# Lamparón
El lamparón es una enfermedad de los solípedos que consiste en la inflamación de los ganglios y vasos linfáticos que hay debajo de la piel, presentándose en forma de tumores pequeños, como una cuerda llena de nudos, colocada a lo largo de las venas, que se abren y forman úlceras callosas con los bordes revueltos, llamadas úlceras lamparónicas o escrofulosas.
Este mal tiene mucha analogía con las escrófulas de la especie humana. Los caballos que se crían en parajes húmedos y pantanosos, que son bastos, están en cuadras mal ventiladas, comen buenos alimentos y trabajan poco están más expuestos a padecerla. Mucho cuidado con los alimentos, aire puro, ejercicio moderado, limpieza, un descanso reparador y temperatura igual, son los medios más adecuados para preservar del lamparón y los auxiliares más patentes del tratamiento.